# Sebahat Tuncel
Sebahat Tuncel (ur. 5 lipca 1975 w Malatyi) – turecka i kurdyjska polityk, deputowana do tureckiego parlamentu, w latach 2013–2014 współprzewodnicząca Ludowej Partii Demokratycznej.

## Życiorys
Ukończyła szkołę średnią w rodzinnej Malatyi. Następnie pracowała jako technik kartograf. Współtworzyła Partię Demokratycznego Społeczeństwa. Współpracowała m.in. z Amnesty International.
W 2006 została oskarżona o udział w nielegalnej grupie zbrojnej – Partii Pracujących Kurdystanu i aresztowana. Rok później wystartowała w wyborach parlamentarnych z lewicowej listy Tysiąc Nadziei, zdobywając mandat w trzecim okręgu stambulskim, chociaż przez cały okres kampanii wyborczej przebywała w areszcie. W związku ze zdobyciem mandatu została objęta immunitetem i zwolniona z aresztu.
W 2013 została wybrana na współprzewodniczącą Ludowej Partii Demokratycznej (zgodnie z partyjnym statutem partią każdorazowo zarządzają mężczyzna i kobieta), wspólnie z Ertuğrulem Kürkçü. W 2016 została współprzewodniczącą Demokratycznej Partii Regionów. 4 listopada tego samego roku Sebahat Tuncel została aresztowana bezpośrednio na proteście przeciwko zatrzymaniu polityków Ludowej Partii Demokratycznej.
Sebahat Tuncel wydała szereg oświadczeń, aby Turcja uznała ludobójstwo Ormian. W listopadzie 2014 przedstawiła w tureckim parlamencie ustawę o uznaniu ludobójstwa Ormian, wzywając prezydenta Turcji Recepa Tayyipa Erdoğana do publicznego przeproszenia za ludobójstwo Ormian.
5 stycznia 2018 została skazana na dwa lata i trzy miesiące więzienia. W lutym 2019 została uznana za winną przynależności do organizacji terrorystycznej oraz szerzenia propagandy terrorystycznej i skazana na 15 lat więzienia.